# Роглово
Ро́глово — деревня в Палехском районе Ивановской области. Относится к Раменскому сельскому поселению.

## География
Роглово расположено в западной части Палехского района, в 9,5 км к западу от Палеха (18,3 км по дорогам).

## Население
| 1859 | 1905 | 2010 |
| ---- | ---- | ---- |
| 124  | ↗149 | ↘6   |